# Energiewende

Cuota de mercado de la generación energética de Alemania.

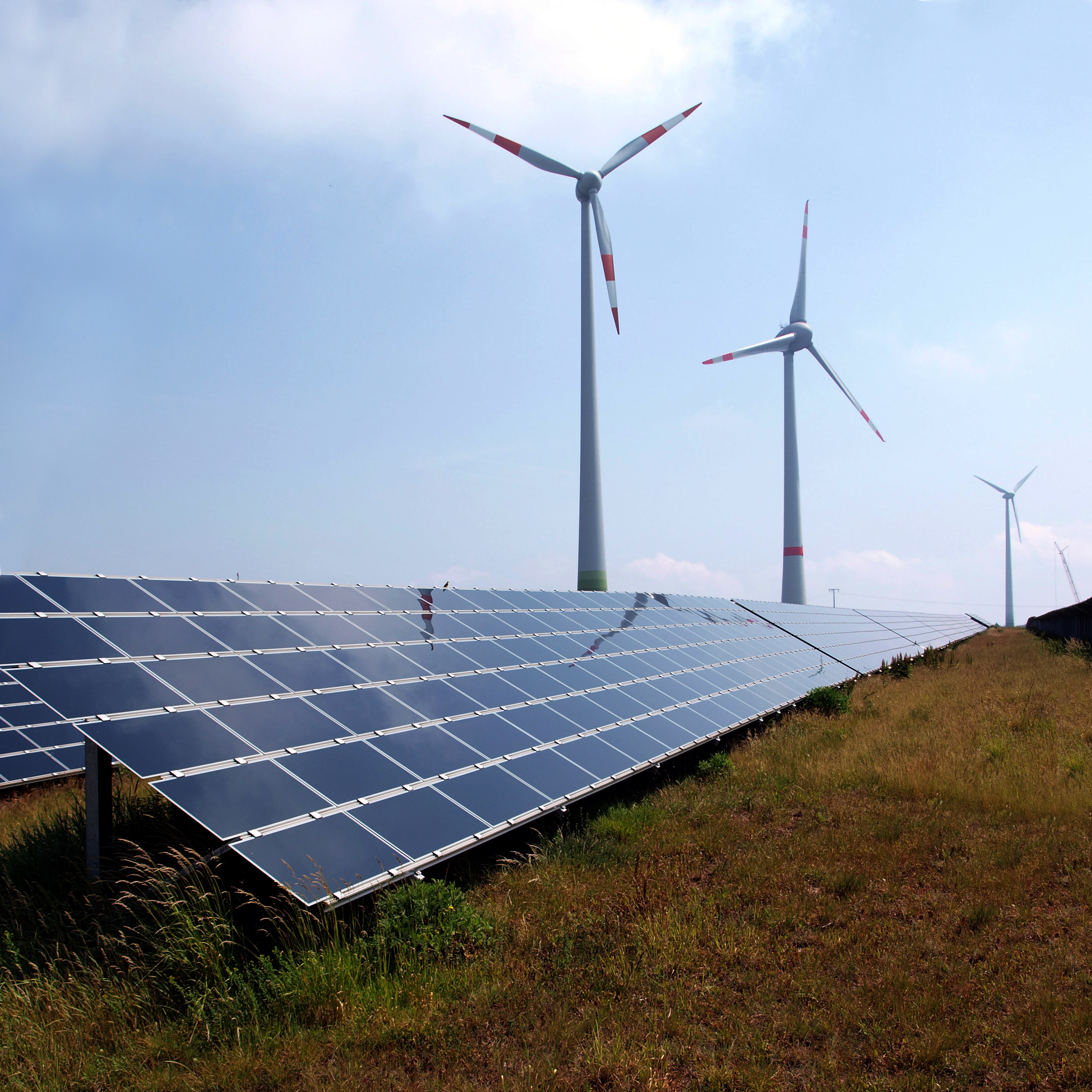
Matriz fotovoltaicas y turbinas eólicas en el parque eólico Schneebergerhof en el Estado alemán de Renania-Palatinado

Energiewende  (en alemán, transición energética ) es la transición realizada por Alemania a una cartera de energía dominada por las energías renovables, la eficiencia energética y el desarrollo sostenible. El objetivo final es la abolición del carbón, los combustibles fósiles, las centrales de energía nuclear y otras fuentes de energía no renovables. La legislación data del 2010.
Al 2025, las emisiones per cápita de carbón de Alemania excedían el promedio europeo, excedían el promedio mundial, eran superiores a las de Inglaterra y de Francia, y se encontraban justo abajo de las de la China.
La energía renovable abarca la energía eólica, la biomasa (como gas de las plantas de residuos y el gas de aguas residuales), la energía hidroeléctrica, la energía solar (fotovoltaica y térmica), la geotérmica y la energía mareomotriz. Estas fuentes renovables sirven como una alternativa a los combustibles fósiles (petróleo, carbón, gas natural) y el combustible nuclear (uranio).
Las medidas parciales a menudo tienen sólo un potencial limitado, por lo que una aplicación oportuna para esta transición requiere múltiples enfoques en paralelo. La conservación de la energía y mejoras en la eficiencia energética, por lo tanto, juegan un papel importante. Un ejemplo de una medida efectiva de conservación de la energía es la mejora del aislamiento de los edificios. Los contadores eléctricos inteligentes pueden programar el consumo de energía para los momentos en los que la electricidad está disponible a bajo costo.